# ألفيس (لاعب كرة قدم)
ألفيس هو لاعب كرة الصالات ‏ ولاعب كرة قدم برازيلي، ولد في 26 يونيو 1984 في البرازيل. لعب مع Araz Naxçivan ‏.

## وصلات خارجية
- ألفيس (لاعب كرة قدم) على موقع الاتحاد الأوربي (الإنجليزية)